# Tacha

Tacha para mobiliario

Una tacha, es un clavo pequeño y corto de cabeza convexa y más ancha que la de un clavo común.
Se le conoce también en su forma diminutiva como tachuela.

## Descripción
La tacha es elemento de fijación de aleación de cobre y zinc y sus dimensiones aproximadas son 1 cm x 2 cm de (ancho x largo).
Es más robusta que la chincheta, la cual es comúnmente usada para papelería.
La cabeza es convexa y también suele tener patrones decorativos con motivos concéntricos.

## Usos
Las tachas se utilizan mayormente para tapicería decorativa de muebles, en diseño de interiores y con otros fines decorativos.
En su forma galvanizada, se utiliza para fijar materiales ligeros en trabajos de aislación para la construcción, como la membrana hidrófuga de polipropileno.
En su versión de mayor longitud, se le conoce como tacha de plato o también como clavo calotin o clavo de solideo al español, que es usado también para construcciones livianas, así como también en el sistema de metalcon.

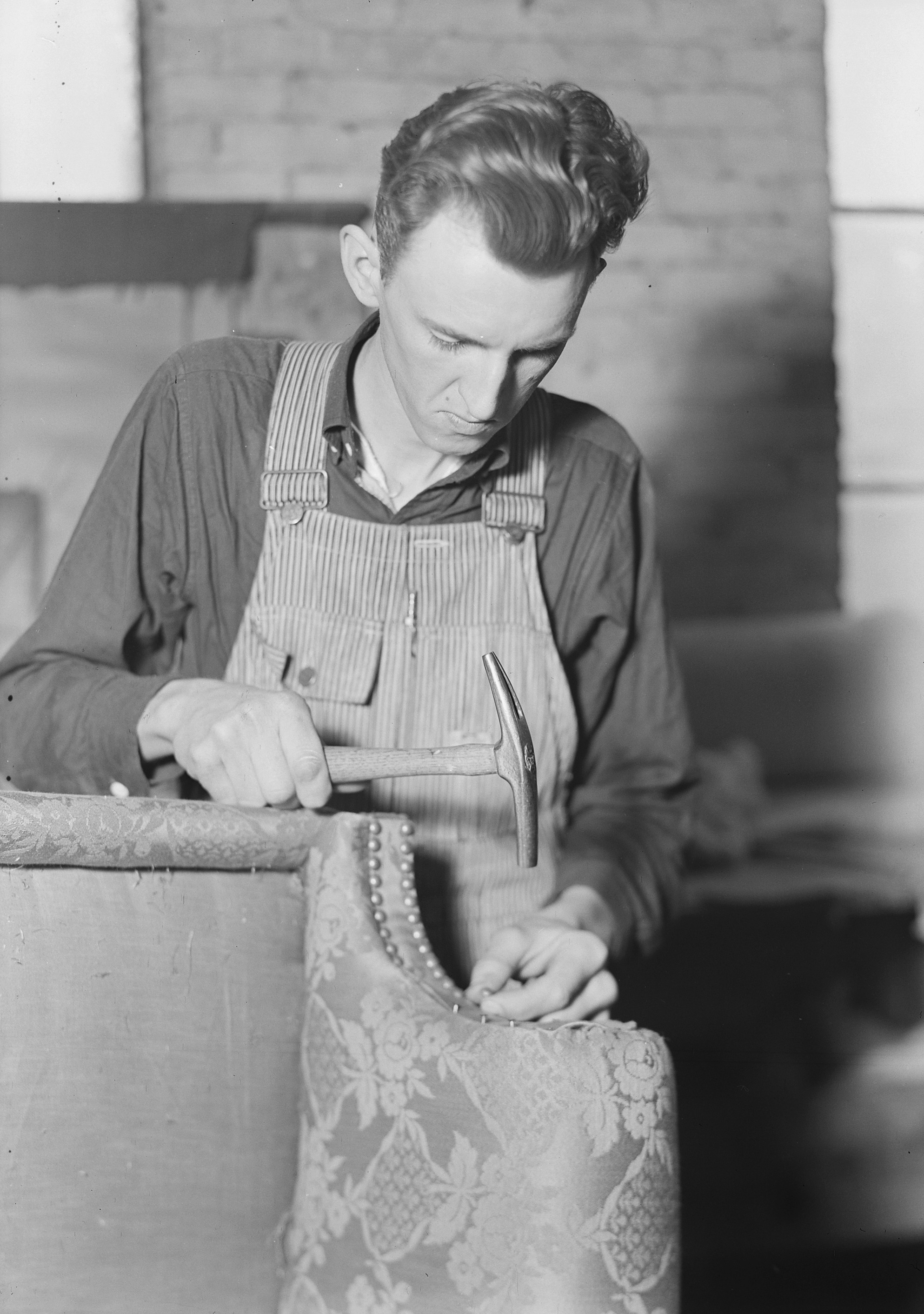
Tapicero instalando tachas de latón en una asiento, para dar un acabado decorativo.

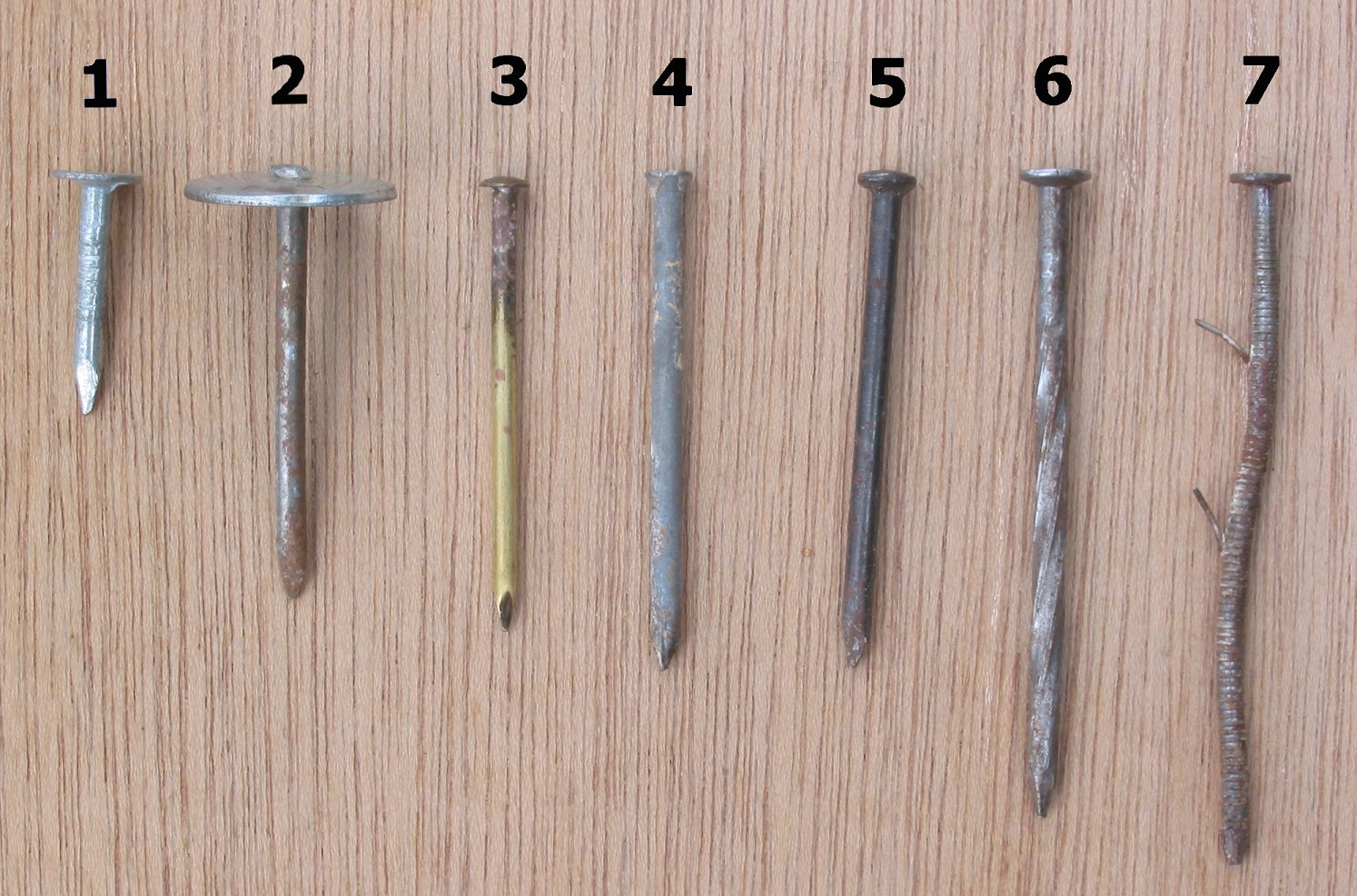
El clavo n°2 corresponde a una tacha para fijar lona aislante.

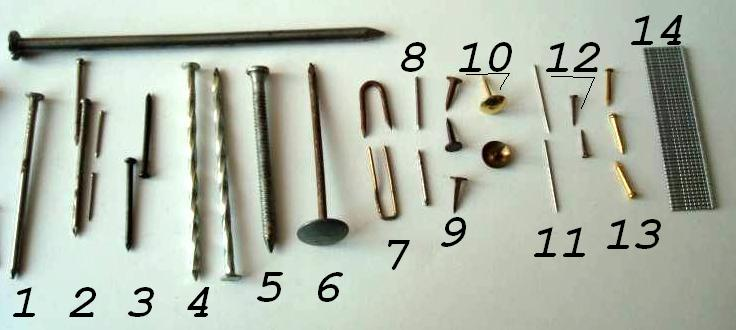
El clavo n°6 corresponde a un clavo de solideo, usado para fijar elementos constructivos livianos.
El clavo n°10 corresponde a una tachuela.

## Sinonimia
No debe confundirse con el nombre coloquial adoptado por El Colegio de México en su Diccionario del Español de México de tacha para la droga MDMA.

## Galería

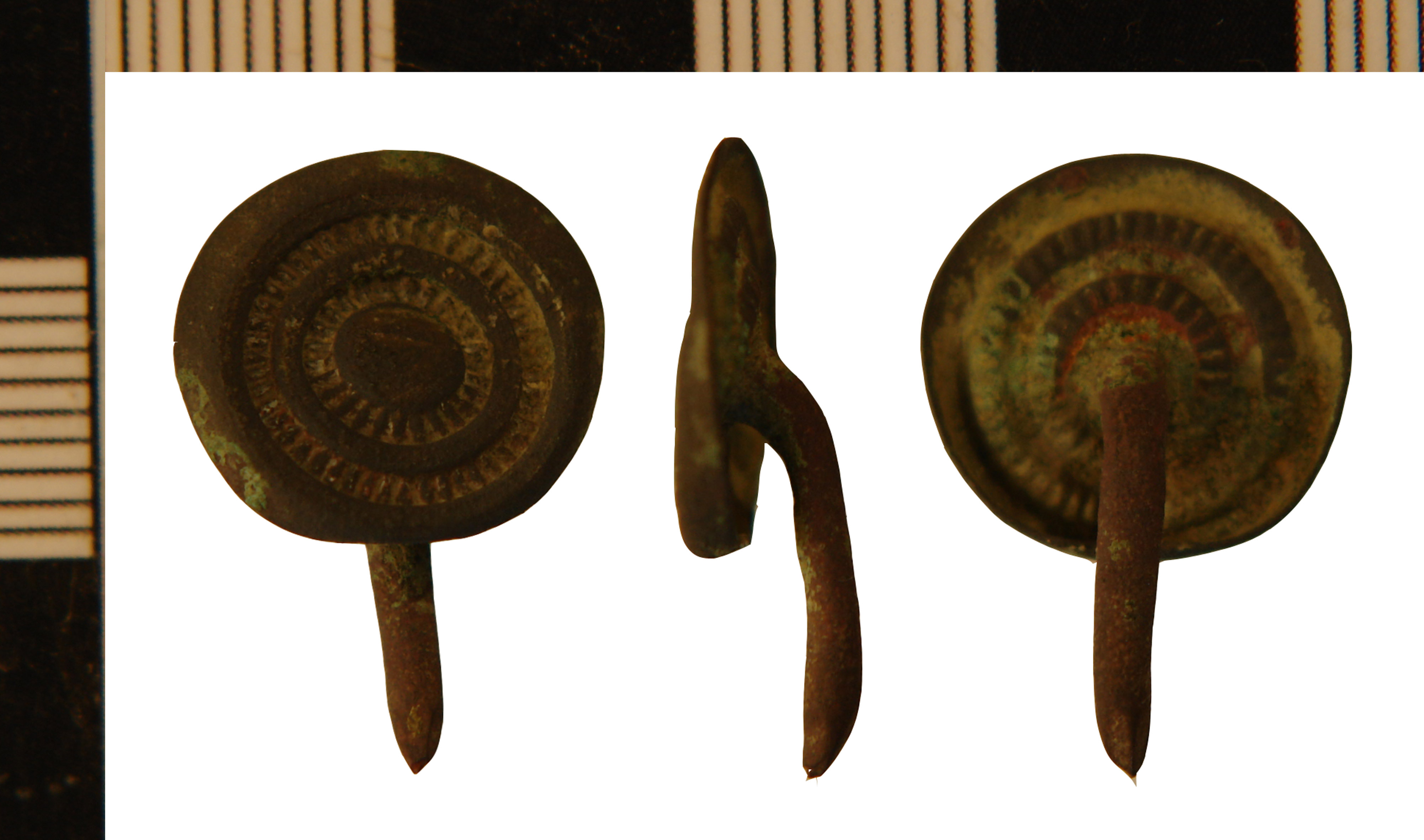
Tacha de la edad moderna con cabeza mínimamente decorada.
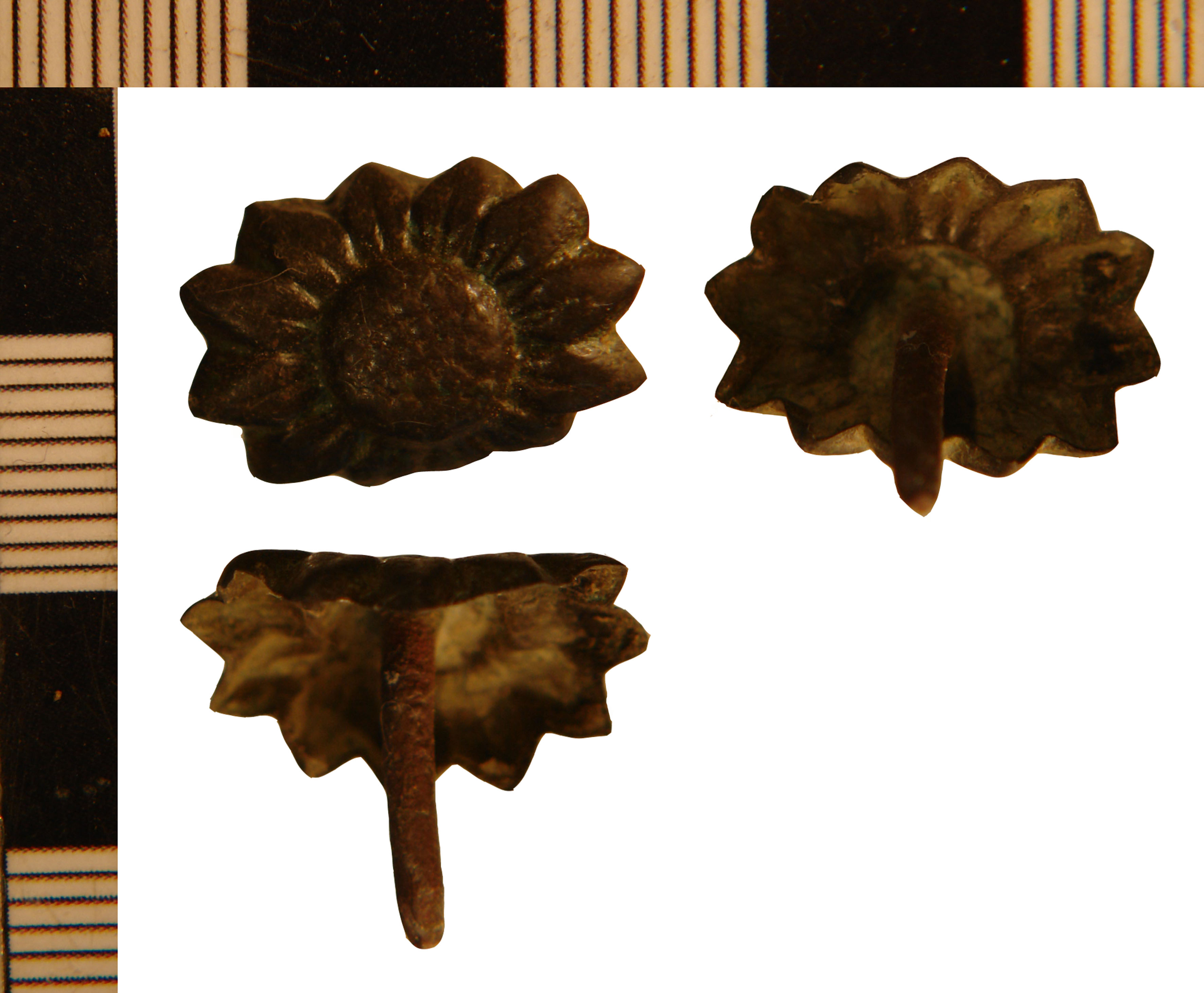
Tacha de la edad media con cabeza decorada con un girasol.
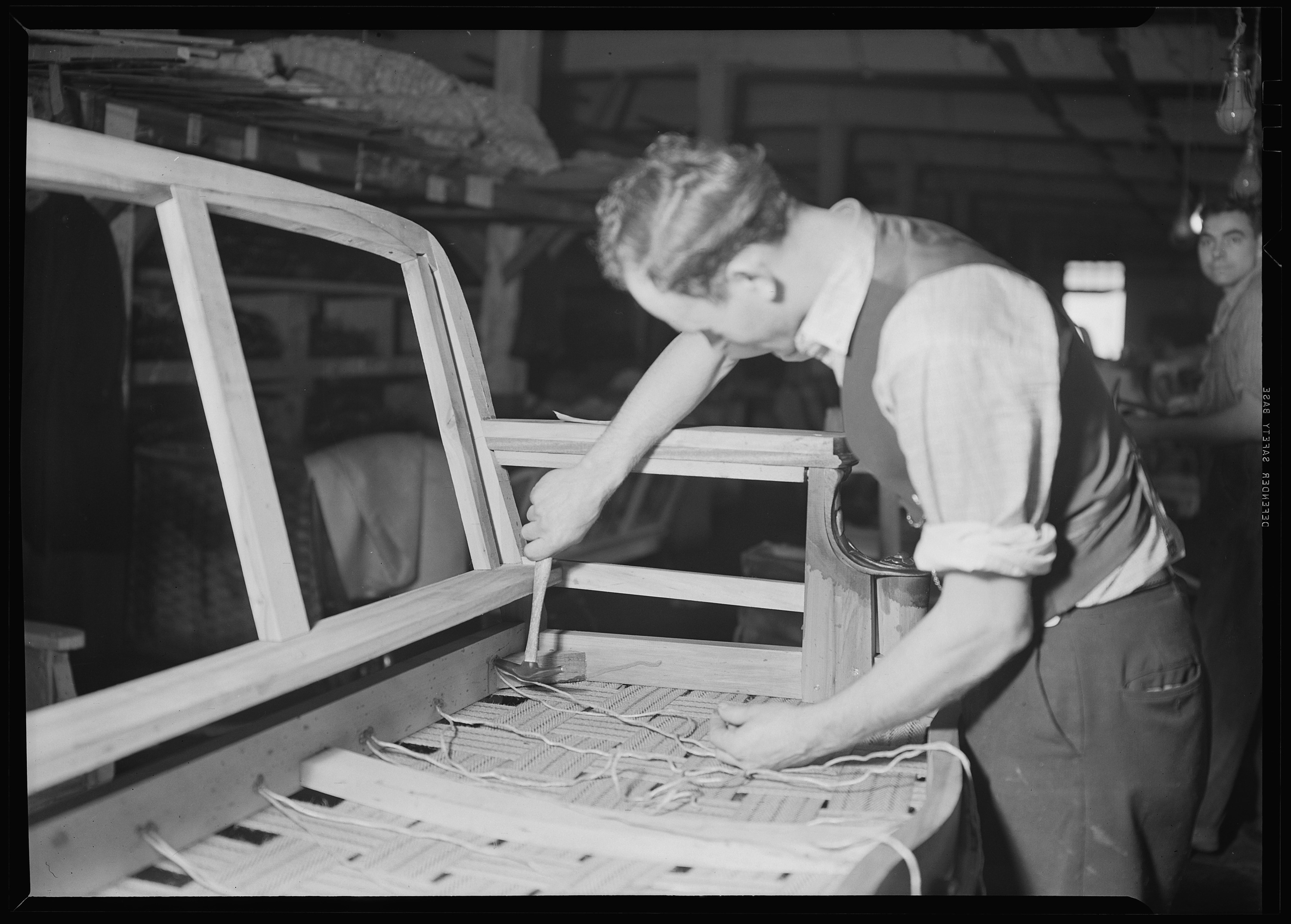
Mueblista instalando tachas para la estructura tensada, como soporte del asiento de un sofá.
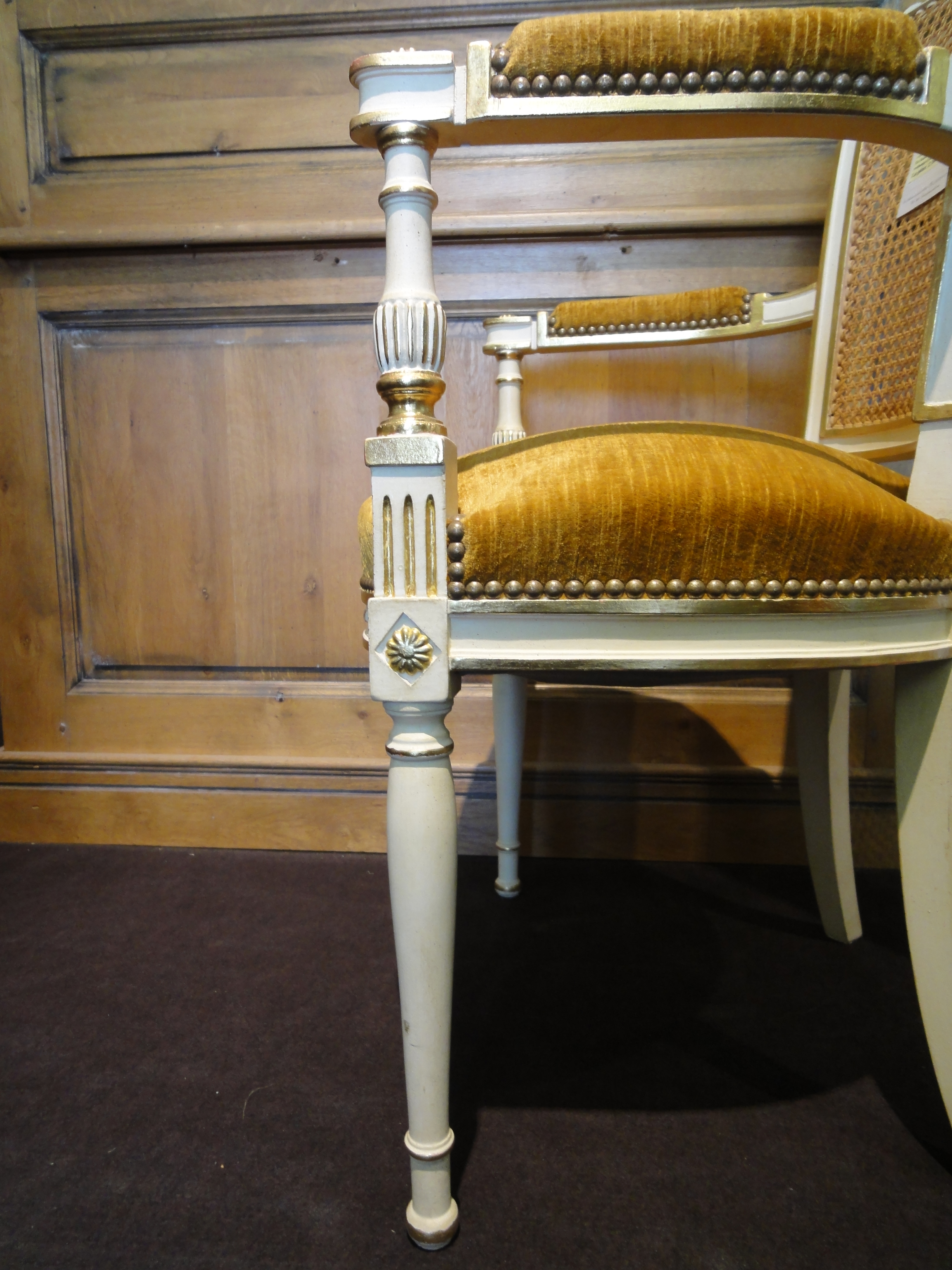
Tachas para fijar tapiz de terciopelo en un sitial de estilo directorio.
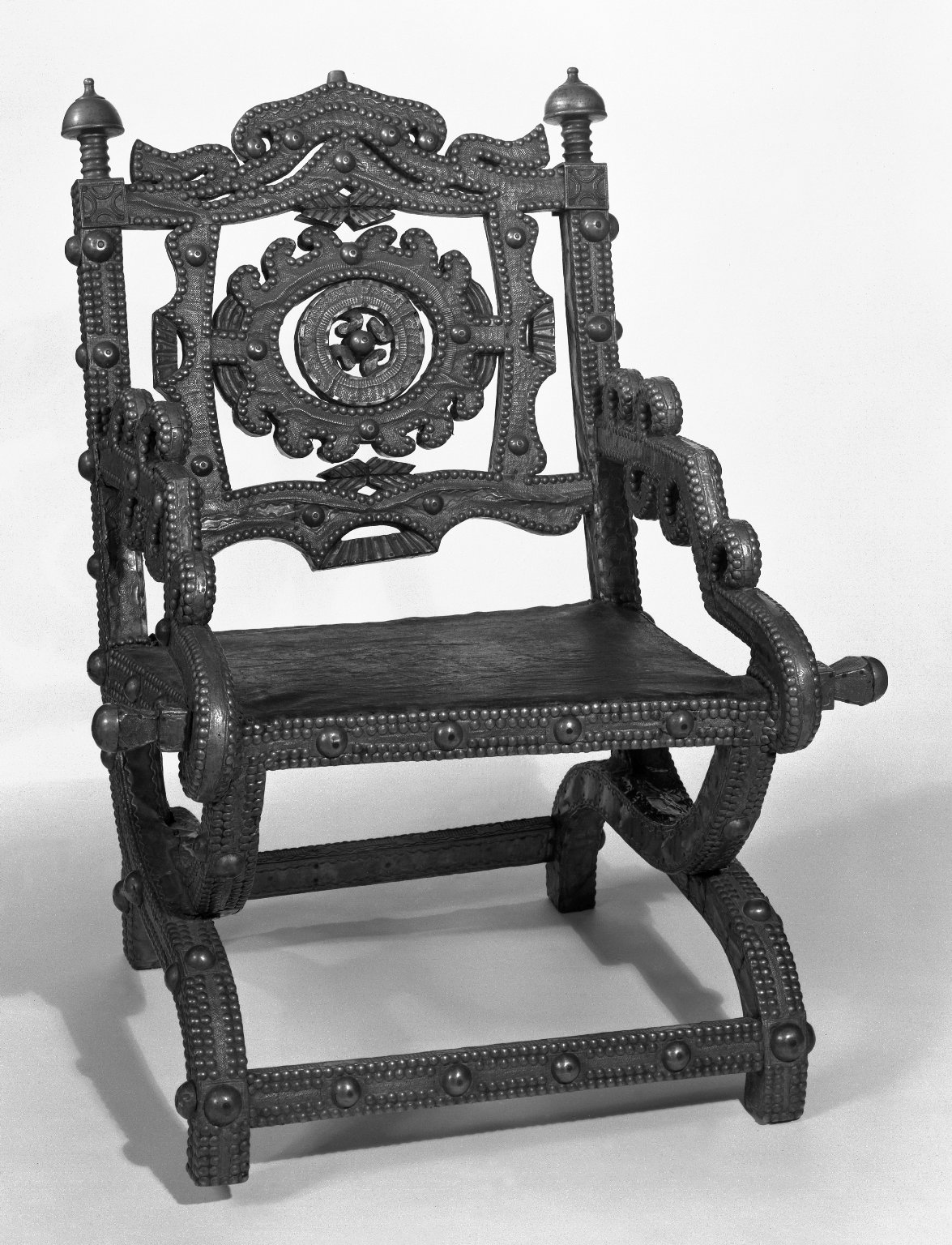
Silla decorada casi por completo por tachas de bronce.
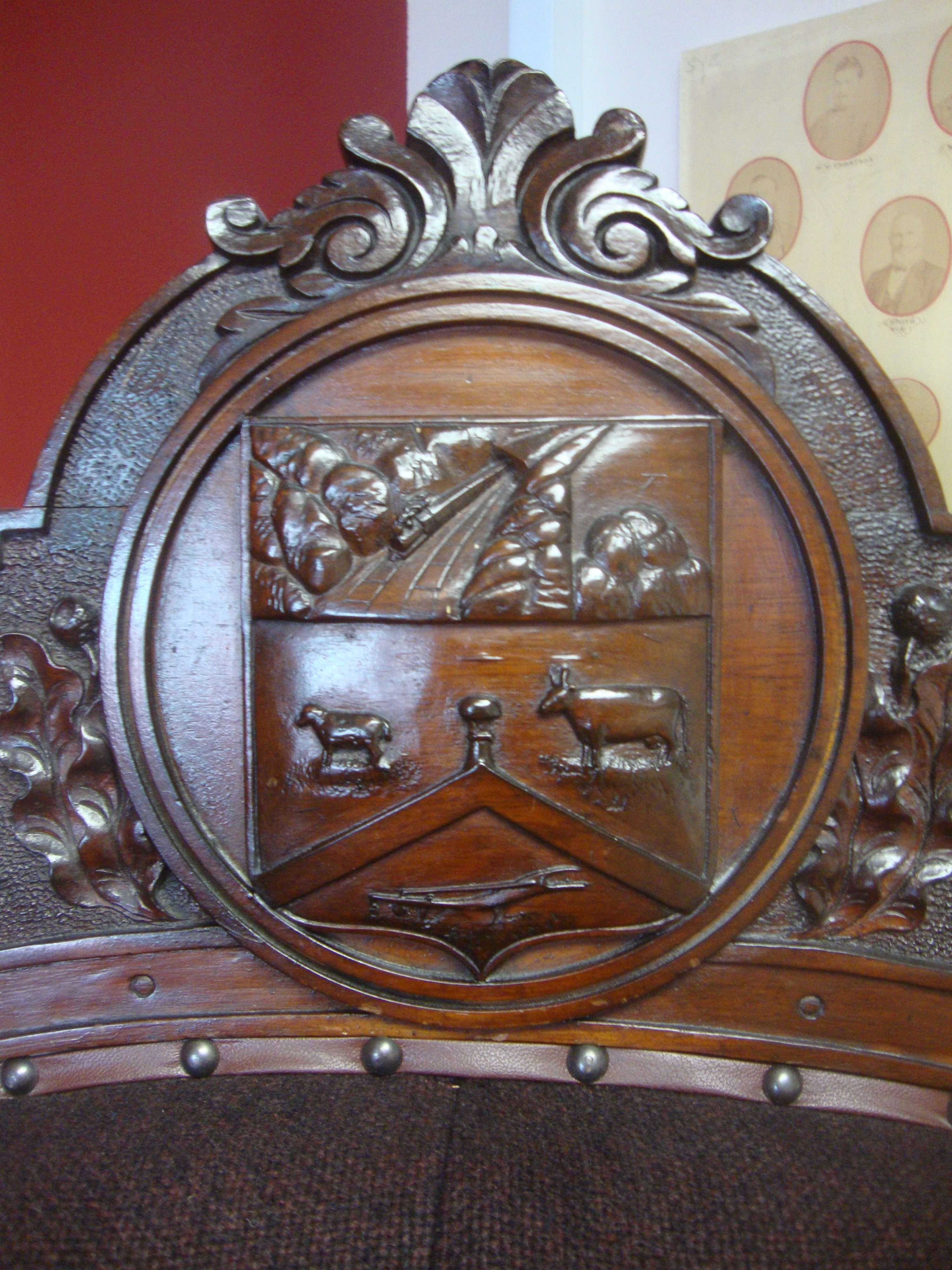
Asiento del alcalde de Christchurch con detalles en cuero fijados con tachas.
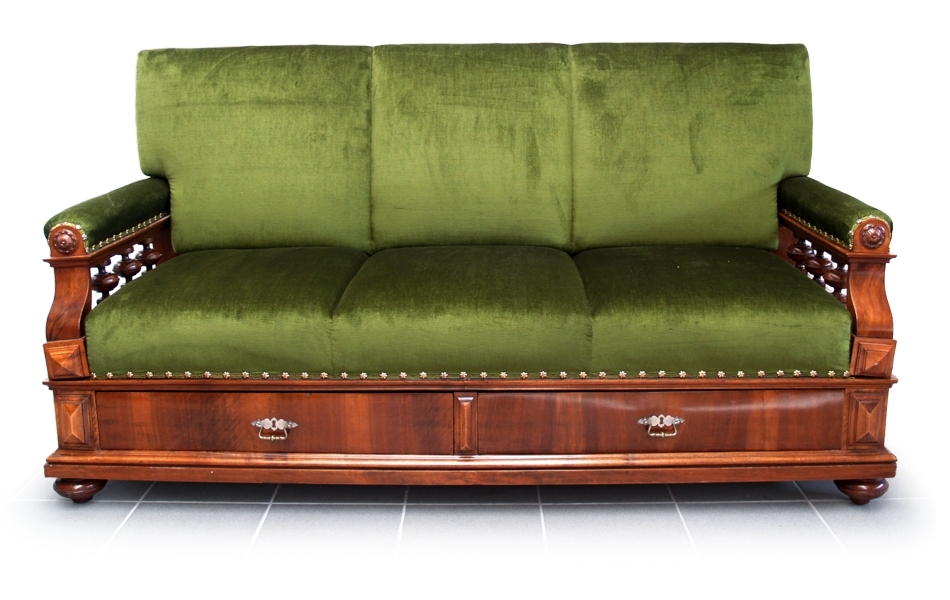
Sofá con tachas de motivos florales.
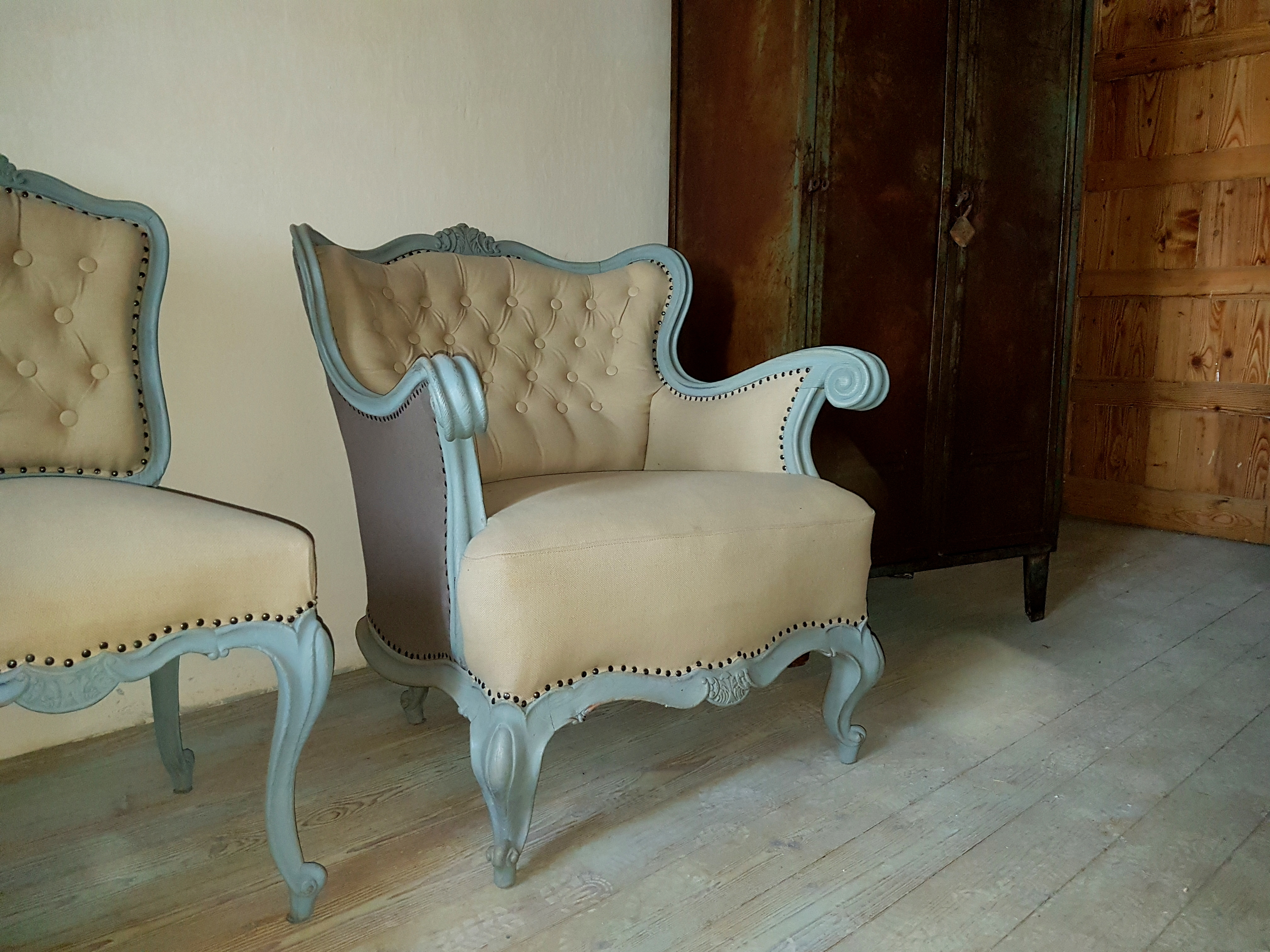
Tachas siguiendo la forma de un mueble neobarroco en combinación la disposición del capitoné.
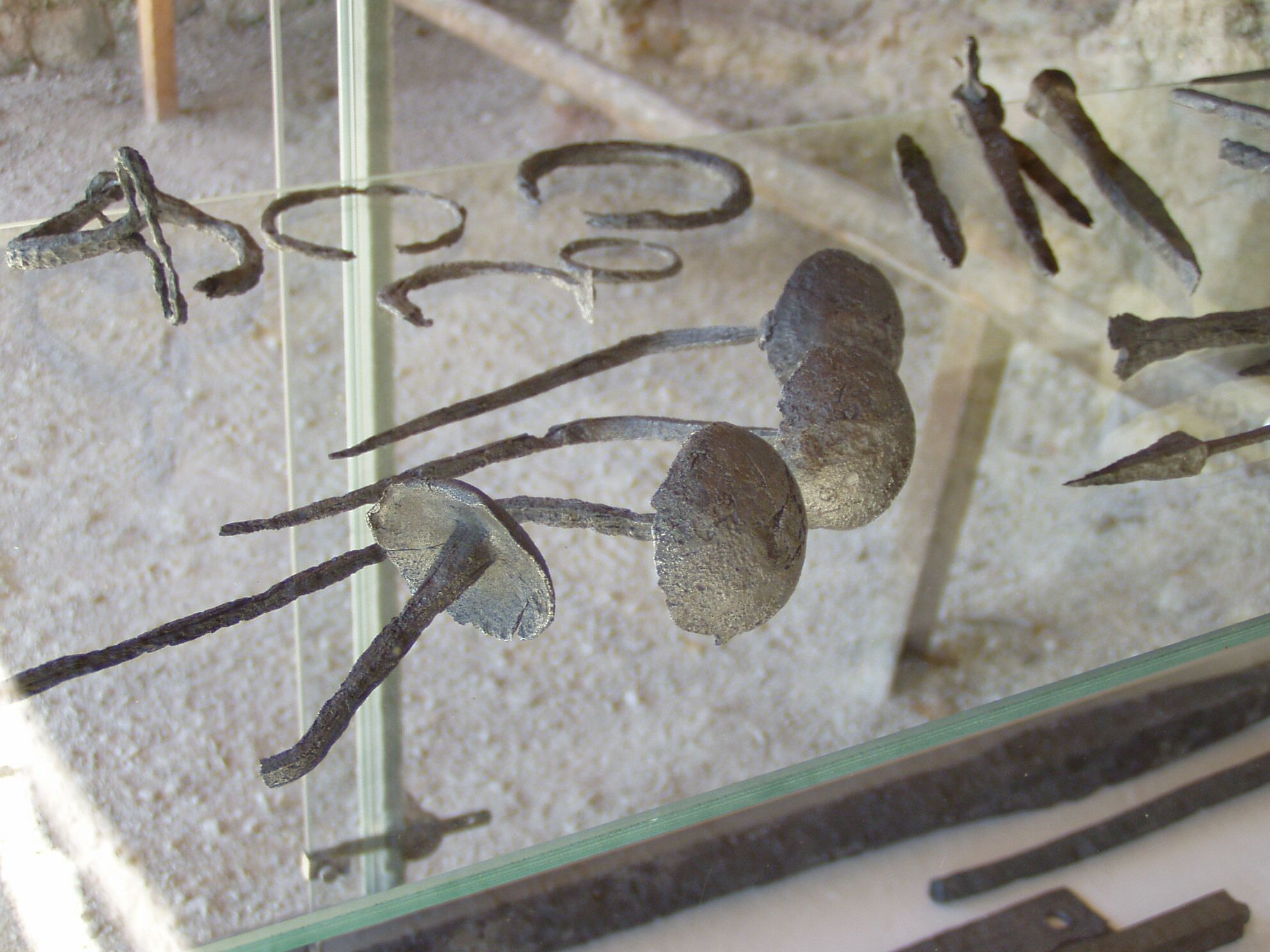
Tachas de acero Nórico halladas en las ruinas celtas del asentamiento Stadt auf dem Magdalensberg en la actual Austria.
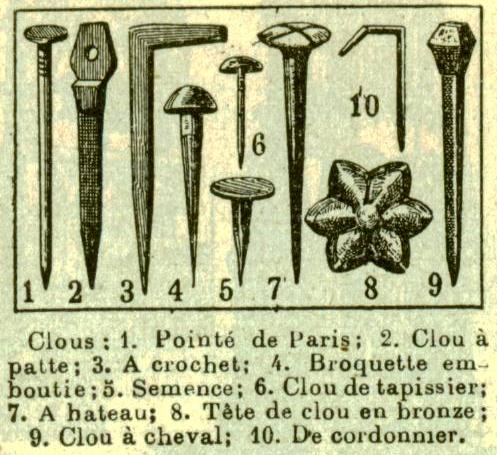
Tacha definida como clavo de tapicería (6) y sus símiles: broqueta embutida (4), cabeza de clavo decorativa de bronce (8). Diccionario francés Larousse universel de 1922.